# Urée enrobée
L'urée enrobée est un type d'engrais à diffusion lente constitué de perles d'urée enrobées de produits chimiques moins solubles, tels que le soufre, des polymères, ou une combinaison de ces substances. Ces engrais atténuent certains aspects négatifs de la fertilisation à l'aide d'urée, comme la brûlure des plantes en cas d'excès. L'enrobage libère l'urée progressivement, soit lorsqu'il est pénétré par l'eau, comme le soufre, soit lorsqu'il se décompose, comme dans le cas des polymères.

## Généralités
L'urée est largement utilisée comme engrais azoté. Sa solubilité élevée dans l'eau la rend utile pour l'application sous forme d'engrais liquide, avec un risque beaucoup plus faible de brûler les plantes qu'avec d'autres produits chimiques tels que le cyanure de calcium ou le nitrate d'ammonium. Cependant, le risque de brûlure de fertilisation avec l'urée peut être inacceptable dans certaines situations, par exemple en cas de températures plus élevées. La solubilité élevée de l'urée dans l'eau peut également être désavantageuse dans certains cas.
Une technique particulière pour atténuer ces inconvénients consiste à encapsuler des granulés d'urée à l'aide de produits chimiques moins solubles. Ces revêtements permettent la libération progressive de l'urée, de manière maîtrisée, ce qui permet des applications moins fréquentes.

## Urée enrobée de soufre
L'urée enrobée de soufre libère l'azote à la suite de la pénétration de l'eau à travers les fissures et les micropores existants dans la couche d'enrobage. Une fois que l'eau a pénétré dans le revêtement, la libération d'azote est rapide. Les particules d'engrais peuvent également être scellées avec de la cire pour ralentir davantage la libération de l'azote, car il faut alors une dégradation microbienne pour permettre la pénétration de l'eau. La taille des particules d'engrais peut également être modifiée afin de faire varier le délai de libération de l'azote. Les produits enrobés de soufre ont une teneur en azote élémentaire variant de 32 % à 41 %. Le procédé d'enrobage au soufre a été mis au point à l'origine par la Tennessee Valley Authority.
Les engrais à base d'urée enrobée de soufre ne peuvent être appliqués que sous forme granulaire et pas sous forme de fertilisation liquide. Il n'est pas rare de trouver des coques de soufre vides dans le gazon une fois l'azote libéré. Un autre inconvénient concerne la taille des particules, relativement importante, des engrais à base d'urée enrobée de soufre, ce qui rend impossible leur utilisation sur des surfaces tondues à ras, comme les greens de golf. Cependant, plus récemment, des produits constitués de particules plus petites ont été mis au point, permettant l'utilisation d'urée enrobée de soufre sur des greens.

## Urée enrobée de polymères
L'urée enrobée de polymères, on dit aussi enrobée de « plastique », peut permettre une application à des doses plus précises que l'urée enrobée de soufre. Il est possible de produire des produits enrobés pour lesquels la libération de l'azote peut être retardée de dix mois après la date d'application. Le principal inconvénient de l'urée enrobée de polymères est son coût relativement élevé par rapport à celui de l'urée enrobée de soufre.

## Combinaison de produits
Il existe également des produits constitués d'une combinaison d'enrobages de soufre et de polymères. En général, ces produits sont constitués d'urée enrobée d'une couche de soufre, qui est à son tour revêtue d'une couche de polymères. Chaque couche d'enrobage a en général une épaisseur inférieure à celle normalement utilisée pour un enrobage unique. Ces produits sont généralement utilisés comme des substituts moins coûteux aux produits purement « plastifiés », tout en permettant une libération précise de l'azote.